# Sydney Roosters
Sydney Roosters är ett professionellt australiskt rugby league-fotbollslag som är baserat i Sydneys östra förorter i New South Wales. Laget grundades 1908 och spelar i australiska rugby league-serien National Rugby League.
Roosters (då benämnt Eastern Suburbs) var ett av lagen som deltog i den första upplagan av New South Wales Rugby League premiership 1908 (föregångaren till dagens National Rugby League) och vann sin första titel 1911. Säsongen 2018 vann laget sitt 14:e mästerskap efter att ha besegrat Melbourne Storm i NRL-finalen.